# Репрезентативний комітет української громади Франції
Репрезентативний комітет української громади Франції (РКУГФ)  (фр. Représentatif de la Communauté Ukrainienne en France) — безпартійна неприбуткова федеративна організація, яка представляє українську громаду Франції, є членом Світового конґресу українців, Європейського конгресу українців та Всесвітньої координаційної ради українських асоціацій. Об'єднує основні товариства і організації української діаспори.

## Історія
Перша українська організація у Франції виникла у 1908 році. З цього моменту українські товариства і організації українських діаспорян виникали та зникали перед Першою світовою війною, між двома світовими війнами. З 1950-х років пожвавлюється громадське життя українців у Франції. Проте тривалий час вони існували окремо одне від одного.
У 1997 році найбільші громадські організації українців об'єдналися у Репрезентативний комітет української громади у Франції. Практично координує все громадське та культурне життя українців у Франції.

## Організація
Комітет складається з президента, віце-президента, скарбника, секретаря та речника, які обираються на Генеральній асамблеї РКУГФ раз на 2 роки. Осідок розташовано у Парижі.
До складу Репрезентативного комітету входить 15 українських громадських організацій, що охоплюють 150 000 українців. Щорічно здійснюється звіт комітету. Головою Комітету у 2015 році було обрано Тараса Горішного.

## Члени
- Об'єднання українців у Франції
- Об'єднання французів українського походження
- Союз українок Франції
- Товариство колишніх воїнів Армії УНР
- Спілка української молоді
- Спілка українських студентів
- Бібліотека імені Симона Петлюри
- Українська інформаційна служба
- Інститут Шевченка
- Спілка медичної допомоги і благодійності «Франція-Україна»
- Шкільна асоціація святого Володимира Великого в Парижі
- Редакція журналу «Східноєвропейський комітет підтримки»
- Українська відпочинкова оселя
- Французька агенція для співпраці з Україною
- Український літературний клуб
- Українські перспективи.

Тісно співпрацює з Єпархією святого Володимира Великого Української греко-католицької церкви.

## Діяльність
У 2001 році Репрезентативний комітет української громади у Франції, Спілка українок Франції, українська громада в цілому взяли активну участь у підготовці та проведенні днів культури України.
Завдяки діяльності Комітету протягом 2007—2010 років налагоджено взаємодію з українськими громадами Нормандії, Пікардії, Шампань, Ельзас, Рона-Альпи.
З 2011 року проводиться Дні Європейської спадщини, щоб представити парафію Святого Володимира Великого, українську діаспору, Україну та її традиції.
Щорічно святкується День народження українського поета Т. Г. Шевченка, День Незалежності, День Соборності, відзначення днів Анни Ярославни, королеви Франції, засновниці Абатства Святого Венсана у м. Санліс.
Проводилися щорічні меморіальні заходи з вшанування пам'яті жертв Голодомору 1932—1933 років.
Організувалися демонстрації та маніфестанції з приводу подій Революції Гідності, Російської анексії Криму та агресії на Донбасі, продаж військових суден «Містралів» тощо.
2014 року створено сайт Комітету.
Від 2017 року організації української спільноти в Ельзасі («М. І.С.Т» та «Promo Ukraina») — партнери та співорганізатори Тижнів українського кіно у Страсбурзі «Україна у фокусі».

## Голови РКУГФ
- Богдан Копчук (1999—2004)
- Володимир Миколенко (2004—2006)
- Наталя Пастернак (2006—2015)
- Тарас Горішний (з 2015 — до тепер)